# John Cleland (Schriftsteller)

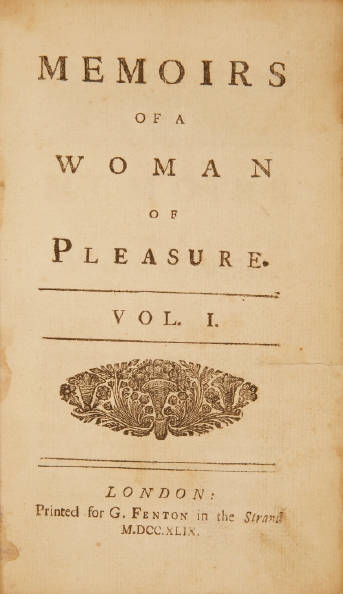
Memoirs of a Woman of Pleasure, Titelblatt der ersten Ausgabe (1749)

John Cleland (* 1709 in Kingston upon Thames, Surrey; † 23. Januar 1789 in London) war ein englischer Schriftsteller und ist hauptsächlich als Autor des erotischen Romans Fanny Hill bekannt.

## Kindheit
Cleland war das erste Kind von William Cleland, einem schottischen Armeeoffizier, und dessen Frau Lucy Du Pass.

## Werdegang
John Cleland führte ein wechselhaftes Leben, so besuchte er die Westminster School nur für zwei Jahre. Von 1728 bis 1740 stand er im Dienst der 
Ostindien-Kompanie in Bombay, zunächst als Soldat, später als Verwaltungsangestellter. Es ist wahrscheinlich, dass sein bekanntestes Werk Fanny Hill teilweise schon zu dieser Zeit entstand. Im August 1741 kehrte John Cleland aus familiären Gründen nach London zurück, wo sein Vater kurz darauf am 21. September verstarb.
Es folgte ein finanzieller Abstieg; aufgrund hoher Schulden wurde John Cleland am 23. Februar 1748 in das Londoner Newgate-Gefängnis gebracht. Um wieder aus der Haft entlassen zu werden, nahm er das geringe Angebot des Verlegers Ralph Griffiths an, der versprach, Cleland für einen erotischen Roman 20 Guineen zu zahlen.

## Fanny Hill
Cleland vollendete im Gefängnis seinen erotischen Roman Fanny Hill, Memoirs of a Woman of Pleasure. Teil 1 erschien am 21. November 1748, Teil 2 am 14. Februar 1749, so dass Cleland das Gefängnis am 6. März 1749 tatsächlich verlassen konnte.
Wegen der Veröffentlichung von Fanny Hill musste er aber erneut vor Gericht erscheinen, wurde jedoch nicht verurteilt, sondern nur verwarnt und erhielt sogar, weil er seine finanzielle Notlage als Veröffentlichungsgrund glaubhaft machen konnte, eine Pension von 100 Pfund pro Jahr von Lord Granville.

## Spätwerk
John Cleland veröffentlichte später noch mehrere Werke wie Memoirs of a coxcomb (1751), Tombo-Chiqui, or, The American Savage (1758), The surprises of love (1764), vier romantische Erzählungen und The woman of honour (1768), die zwar von seinen literarischen Zeitgenossen wie James Boswell, David Garrick und Tobias George Smollett anerkannt wurden, jedoch der Nachwelt nicht so im Gedächtnis blieben wie Fanny Hill, das später auch noch in den USA verboten wurde (siehe hierzu: Geschichte der Zensur). Auch durch die Veröffentlichung von Abhandlungen und Traktaten sowie erfolglosen Schauspielen und durch seine journalistische Arbeit konnte er keine weitere Bekanntheit erlangen.